# Ade Lukas
Ade Lukas (* 8. November 1975 in Karawang) ist ein indonesischer Badmintonspieler.

## Karriere
Ade Lukas gewann 1995 die Brunei Open im Herrendoppel mit Cun Cun Haryono. Ein Jahr später verteidigten beide diesen Titel. 1997 siegte er bei den Internationalen Meisterschaften von Indien im Doppel mit Ade Sutrisna. Bei PON XVI 2004 gewann er Bronze im Doppel mit Hadi Saputra. Als größten Erfolg verbleibt jedoch Platz 3 bei der Badminton-Asienmeisterschaft 1996 im Herrendoppel mit Cun Cun Haryono.

## Sportliche Erfolge
| Saison | Veranstaltung                          | Disziplin    | Platz | Name                         |
| ------ | -------------------------------------- | ------------ | ----- | ---------------------------- |
| 1995   | Brunei Open                            | Herrendoppel | 1     | Cun Cun Haryono / Ade Lukas  |
| 1996   | Asienmeisterschaft                     | Herrendoppel | 3     | Cun Cun Haryono / Ade Lukas  |
| 1996   | Brunei Open                            | Herrendoppel | 1     | Cun Cun Haryono / Ade Lukas  |
| 1997   | Indien: Internationale Meisterschaften | Herrendoppel | 1     | Ade Sutrisna / Ade Lukas     |
| 1997   | Malaysia International                 | Herrendoppel | 1     | Ade Sutrisna / Ade Lukas     |
| 1998   | Indonesian Open                        | Herrendoppel | 5     | Ade Lukas / Budi Santoso     |
| 1998   | Brunei Open                            | Herrendoppel | 3     | Flandy Limpele / Ade Lukas   |
| 1999   | Indonesian Open                        | Herrendoppel | 5     | Santosa Sugiarjo / Ade Lukas |
| 2001   | Indonesian Open                        | Herrendoppel | 5     | Ade Lukas / Andreas Setiawan |
| 2004   | PON XVI                                | Herrendoppel | 3     | Ade Lukas / Hadi Saputra     |